# Night Skies

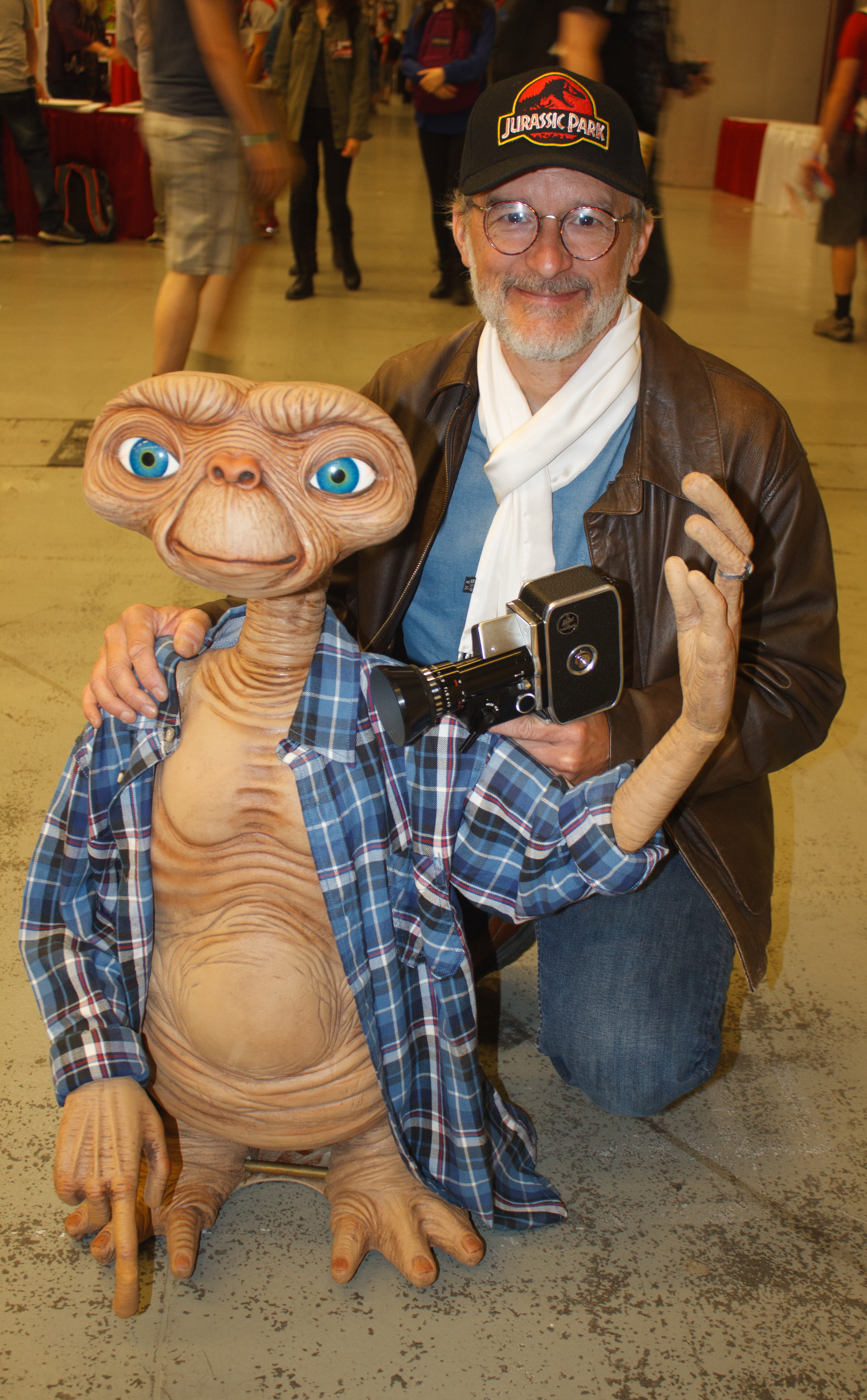
Steven Spielberg, qui fotografato nel 2016 insieme ad un modello di E.T., personaggio principale del suo film omonimo del 1982.

Night Skies è il titolo di un film incompiuto scritto da Steven Spielberg. 
Alla fine degli anni settanta il regista si occupò dello sviluppo di un film horror fantascientifico, concepito dopo la realizzazione di Incontri ravvicinati del terzo tipo, che non fu mai completato; il materiale sviluppato fu usato per altri due film di fantascienza, usciti nel 1982: Poltergeist - Demoniache presenze di Tobe Hooper ed E.T. l'extra-terrestre dello stesso Spielberg.

## Storia
La Columbia Pictures voleva produrre un seguito per Incontri ravvicinati del terzo tipo di Spielberg; il regista, contrario all'idea di un seguito, si presentò allo studio cinematografico con una sceneggiatura dal titolo di lavorazione Close Encounters, poi cambiato in Watch the Skies. L'ispirazione per la trama venne a Spielberg dopo un incontro con l'ufologo Josef Allen Hynek, il quale gli raccontò di un noto caso ufologico di cui sarebbe stata vittima una coppia nella loro fattoria, che riferì di essere stata accerchiata da esseri alieni simili ai gremlins nel 1955.
La trama ruotava attorno allo sbarco di undici scienziati extraterrestri di natura maligna sulla Terra. A causa del suo impegno contrattuale con gli Universal Studios, Spielberg annunciò che avrebbe prodotto la pellicola anziché dirigerla, quindi per la regia si fece il nome di Tobe Hooper. Per completare la sceneggiatura, Spielberg contattò Lawrence Kasdan, ma quest'ultimo dovette declinare l'offerta a causa del suo impegno a tempo pieno nella scrittura di L'Impero colpisce ancora; il compito fu quindi affidato a John Sayles, il quale si occupò anche di rinominare l'opera Night Skies a causa della proprietà di diritti del precedente titolo. Tra le novità apportare alla trama vi fu il nome dato alla razza aliena: "Scar". Le riprese sarebbero dovute iniziare al termine della produzione de I predatori dell'arca perduta. Spielberg si rivolse a Rick Baker come realizzatore del trucco e della progettazione delle creature aliene. Un primo prototipo fatto da Baker, costato la cifra di 70 000 dollari, fu mostrato a Londra a Spielberg e Kathleen Kennedy, i quali ne rimasero entusiasti. Intorno alla metà del 1980, Sayles terminò la stesura di una prima versione della nuova sceneggiatura spostando il numero degli alieni da 11 a 5 ed apportando diverse modifiche alla trama.
Tali modifiche non furono apprezzate e portarono alla nascita di alcune divergenze dovute alla nuova concezione della trama, quindi lo sceneggiatore fu allontanato dal progetto. Mentre Baker e gli altri interessati continuavano a lavorare al progetto, Spielberg ci ripensò e dopo mesi di riflessioni spinse per una conclusione definitiva. Nel febbraio 1981, la Columbia mise da parte Night Skies con grande rammarico, portato soprattutto dallo spreco di oltre 700 000 dollari spesi in trucco, costumi e animatronica per le creature aliene.